# Stazione di Predazzo
Stazione di Predazzo 1963-ban bezárt vasútállomás Olaszországban, Trentino-Alto Adige régióban, Predazzo településen.

## Vasútvonalak
Az állomást az alábbi vasútvonalak érintették:
- Val di Fiemme-vasútvonal

## Kapcsolódó állomások
A vasútállomáshoz az alábbi állomások vannak a legközelebb: 